# The Million Pound Drop Live
«The Million Pound Drop Live» — игровое шоу, выходящее с 24 мая 2010 года на телеканале «Channel 4».

## Правила игры
Игроки участвуют в программе парами, каждая из которых в самом начале передачи сразу получает 1 миллион фунтов в 40 пачках по 25 000 фунтов в каждой. После этого каждой паре предстоит ответить на восемь вопросов, к четырём из которых прилагается четыре варианта ответа, к трем следующим — три, а к последнему — лишь два.
Для ответа на вопросы участникам даётся 1 минута, во время которой они должны поставить какую-либо сумму на один или несколько вариантов ответа. Поставить деньги можно только так, чтобы один вариант (люк) из предложенных остался свободным. Люки неправильных вариантов ответа открываются, и все деньги, поставленные на них, проваливаются в «деньгопровод». Игра заканчивается в случаях:
- Если игроки потеряли всю сумму, они выбывают из игры;
- Если игроки верно ответили на все 8 вопросов, они уносят с собой из студии сумму, которую сумели сберечь

### Изменения в правилах в июне 2013 года
- Теперь участвовать могут от 2 до 4 игроков
- Ответить участникам нужно лишь на семь вопросов: Вопросы 1-4 — с 4 вариантами ответа, вопросы 5-7 — с 3 вариантами ответа.
- В игре появился дополнительный вопрос — при ответе на него участники могут удвоить заработанную сумму или потерять всё. На дополонительном вопросе — всего 2 варианта ответа. От дополнительного вопроса можно отказаться.

## Победители и статистика игр

### Выигрыши всех игр
- Кати и Энди Джексон, Выигрыш — 75 000 фунтов (эфир от 29 мая 2010)
- Ларри и Джордж Ламб, Выигрыш — 50 000 фунтов (эфир от 29 октября 2010)
- Джеймс и Рашаэль, Выигрыш — 25 000 фунтов (эфир от 6 ноября 2010)
- Джонни и Ди, Выигрыш — 25 000 фунтов (эфир от 12 ноября 2010)
- Рян и Левис, Выигрыш — 50 000 фунтов (эфир от 13 ноября 2010)
- Раян и Анита, Выигрыш — 50 000 фунтов (эфир от 18 декабря 2010)
- Джеймс и Лоуренс, Выигрыш — 75 000 фунтов (эфир от 29 января 2011)
- Рик и Софи, Выигрыш — 200 000 фунтов (эфир от 4 февраля 2011)
- Ребечча и Ами, Выигрыш — 75 000 фунтов (эфир от 5 февраля 2011)
- Паул и Сарах Лоу, Выигрыш — 50 000 фунтов (эфир от 5 февраля 2011)
- Харпс и Ави, Выигрыш — 25 000 фунтов (эфир от 18 февраля 2011)
- Кристле и Паулин, Выигрыш — 25 000 фунтов (эфир от 19 февраля 2011)
- Эндрю и Рашаэль Флинтофф, Выигрыш — 25 000 фунтов (эфир от 22 апреля 2011)
- Риас и Механаз, Выигрыш — 25 000 фунтов (эфир от 23 апреля 2011)
- Бен и Джоанна, Выигрыш — 25 000 фунтов (эфир от 29 апреля 2011)
- Карл и Шабз, Выигрыш — 100 000 фунтов (эфир от 30 апреля 2011)
- Кларе и Наташа, Выигрыш — 25 000 фунтов (эфир от 7 мая 2011)
- Аш и Джеймс, Выигрыш — 100 000 фунтов (эфир от 13 мая 2011)
- Леви и Эми, Выигрыш — 25 000 фунтов (эфир от 20 мая 2011)
- Марк и Рыс, Выигрыш — 50 000 фунтов (эфир от 27 мая 2011)
- Лук W и Лук P, Выигрыш — 100 000 фунтов (эфир от 2 сентября 2011)
- Корал и Натали, Выигрыш — 75 000 фунтов (эфир от 16 сентября 2011)
- Ник и Кати, Выигрыш — 250 000 фунтов (эфир от 16 сентября 2011)
- Дэви и Жанэль, Выигрыш — 200 000 фунтов (эфир от 24 сентября 2011)
- Джэк и Мишель Войтхолл, Выигрыш — 300 000 фунтов (эфир от 24 сентября 2011)
- Джули и Дэви, Выигрыш — 200 000 фунтов (эфир от 1 октября 2011)
- Стив и Тони, Выигрыш — 200 000 фунтов (эфир от 7 октября 2011)
- Мэтт и Карен, Выигрыш — 75 000 фунтов (эфир от 7 октября 2011)
- Микки и Майк Фланаган, Выигрыш — 25 000 фунтов (эфир от 5 декабря 2011)
- Линн и Акбар, Выигрыш — 25 000 фунтов (эфир от 6 декабря 2011)
- Сив и Крэйг, Выигрыш — 100 000 фунтов (эфир от 7 декабря 2011)
- Джоно и Лим, Выигрыш — 25 000 фунтов (эфир от 8 декабря 2011)
- Пэдди и Кристин МакГинесс, Выигрыш — 275 000 фунтов (эфир от 9 декабря 2011)
- Мартин и Луис, Выигрыш — 125 000 фунтов (эфир от 14 января 2012)
- Шаника и Шермаин, Выигрыш — 25 000 фунтов (эфир от 20 января 2012)
- Дерек и Сэм, Выигрыш — 25 000 фунтов (эфир от 28 января 2012)
- Алекс и Карина, Выигрыш — 25 000 фунтов (эфир от 28 января 2012)
- Крис Мойлес и Энди Петерс, Выигрыш — 25 000 фунтов (эфир от 10 февраля 2012)
- Виджэя и Джэй, Выигрыш — 100 000 фунтов (эфир от 11 февраля 2012)
- Люси и Софи, Выигрыш — 50 000 фунтов (эфир от 30 марта 2012)
- Алан Карр и Мелани Сикес, Выигрыш — 175 000 фунтов (эфир от 30 марта 2012)
- Никки и Линдсэй, Выигрыш — 50 000 фунтов (эфир от 6 апреля 2012)
- Вивеак и Преша, Выигрыш — 25 000 фунтов (эфир от 7 апреля 2012)
- Стюарт и Карен, Выигрыш — 125 000 фунтов (эфир от 14 апреля 2012)
- Крис О’Доуд и Даун Портер, Выигрыш — 25 000 фунтов (эфир от 21 апреля 2012)
- Кристи Аллсопп и Филл Спенсер, Выигрыш — 125 000 фунтов (эфир от 15 июня 2012)
- Вэди и Скотт, Выигрыш — 50 000 фунтов (эфир от 16 июня 2012)
- Хэрри Джуд и Мишелль, Выигрыш — 50 000 фунтов (эфир от 7 июля 2012)
- Крис и Вик, Выигрыш — 100 000 фунтов (эфир от 14 июля 2012)
- Алед Джонс и Сара Кокс, Выигрыш — 125 000 фунтов (эфир от 21 июля 2012)
- Колин Джэксон и Джонатан Эдвардс, Выигрыш — 100 000 фунтов (эфир от 21 июля 2012)
- Рашель Рилей и Марк Фостер, Выигрыш — 50 000 фунтов (эфир от 27 июля 2012)
- Хуго и Бинки, Выигрыш — 25 000 фунтов (эфир от 4 августа 2012)
- Джон МакКририк и Фрэнки Деттори, Выигрыш — 125 000 фунтов (эфир от 4 августа 2012)
- Джош Виддикомб и Алекс Брукер, Выигрыш — 100 000 фунтов (эфир от 14 сентября 2012)
- Лейка и Симон, Выигрыш — 125 000 фунтов (эфир от 15 сентября 2012)
- Мик и Дэви, Выигрыш — 50 000 фунтов (эфир от 15 сентября 2012)
- Юниор и Клара, Выигрыш — 150 000 фунтов (эфир от 22 сентября 2012)
- Луи и Дум, Выигрыш — 300 000 фунтов (эфир от 4 октября 2012)
- Кейт Лемон и Пэтси Кенсит, Выигрыш — 150 000 фунтов (эфир от 6 октября 2012)
- Джимми и Лорна, Выигрыш — 200 000 фунтов (эфир от 12 октября 2012)
- Элби и Джэк, Выигрыш — 200 000 фунтов (эфир от 12 октября 2012)

### Крупные проигрыши к последнему вопросу
Многие игроки сохранили более 20 пачек, к восьмому вопросу, их проигравшие:
- Джемма и Вилл, Проигрыш — 525 000 фунтов (эфир от 26 мая 2010)

### Статистика
- Самый большой выигрыш: 300 000 фунтов (двое)
- Суммарный выигрыш всех игр: 5 925 000 фунтов
- Самая большая сумма, упавшая с неверного люка (варианта): 1 000 000 фунтов
- Самая большая сумма к последнему вопросу: 525 000 фунтов

## Версии игры в других странах
В эфире - зеленый
Больше не в эфире - красный
Будущие версии - желтый
Пилотные версии (вне вещания) - серый
| Список версии игр     | Список версии игр                                                                          | Список версии игр               | Список версии игр                       | Список версии игр            | Список версии игр                                        | Список версии игр         | Список версии игр   |
| Страна                | Местное название игры                                                                      | Главный приз                    | Размер приза в рублях (на 15 июля 2025) | Ведущий                      | Дата начала трансляции                                   | Канал                     | Формат игры         |
| --------------------- | ------------------------------------------------------------------------------------------ | ------------------------------- | --------------------------------------- | ---------------------------- | -------------------------------------------------------- | ------------------------- | ------------------- |
| Афганистан            | شما و میلیون Shoma wa million (Шоу на миллион)                                             | 1 000 000 афгани                |                                         | Мухтар Ласкари               | 15 февраля 2014 г.                                       | 1TV                       | Британский формат   |
| Австралия             | The Million Dollar Drop (Падающий миллион долларов)                                        | 1 000 000 А$                    | 51 140 000                              | Эдди МакГуаер                | 21 марта 2011 г.                                         | Nine Network              | Американский формат |
| Албания               | 100 Milionë (100 миллионов)                                                                | 10 000 000 лек                  |                                         | Ади Краста                   | 11 января 2011 г.                                        | Top Channel               | Британский формат   |
| Аргентина             | Salven el Millón (Сохрани миллион)                                                         | 1 000 000 аргентинских песо     |                                         | Сусанна Хименес              | 9 июня 2011 г.                                           | Telefe                    | Американский формат |
| Аргентина             | Salven los Millones (Сохрани миллионы)                                                     | 2 000 000 аргентинских песо     |                                         | Сусанна Хименес              | 9 июня 2011 г.                                           | Telefe                    | Американский формат |
| Белоруссия            | Шоу сто миллионов                                                                          | 100 000 000 белорусских рублей  |                                         | Георгий Колдун               | 13 сентября 2014 г.                                      | ОНТ                       | Британский формат   |
| Бельгия (Голландский) | De val van een miljoen (Падение миллиона)                                                  | 1 000 000 €                     | 91 000 000                              | Эви Груаерт                  | 31 августа 2013 г.                                       | VIER                      | Британский формат   |
| Болгария              | Да ти паднат 100 хиляди (У вас падают 100 000)                                             | 100 000 лев                     | 4 653 000                               | Ники Кънчев                  | 12 марта 2012 г.                                         | TV2                       | Британский формат   |
| Бразилия              | Um Milhão na Mesa (Миллион на столе)                                                       | 1 000 000 реалов                | 1 404 000                               | Сильвио Сантос               | 21 сентября 2011 г.                                      | SBT                       | Американский формат |
| Венгрия               | A 40 Milliós Játszma (Игра на 40 миллионов)                                                | 40 000 000 форинтов             | 8 800 000                               | Ференц Ракоци                | 29 ноября 2010 г.                                        | TV2                       | Британский формат   |
| Великобритания        | The Million Pound Drop Live (Падающий миллион фунтов в прямом эфире)                       | 1 000 000 £                     | 105 000 000                             | Давина МакКолл               | 24 мая 2010 г.                                           | Channel 4                 | Британский формат   |
| Вьетнам               | Đừng để tiền rơi (Не кладите деньги)                                                       | 200 000 000 донгов              | 620 000                                 | Фам Чунг Нгиа                | 16 января 2014 г.                                        | VTV                       | Британский формат   |
| Германия              | Rette die Million! (Сохрани миллион!)                                                      | 1 000 000 €                     | 91 000 000                              | Йорг Пилава                  | 13 сентября 2010 г.                                      | ZDF                       | Британский формат   |
| Греция                | Money Drop (Падающие деньги)                                                               | 300 000 €                       | 27 300 000                              | Григорис Арнаоутоглоу        | 16 октября 2010 г.                                       | Mega TV                   | Британский формат   |
| Грузия                | ფულთან თამაში Фултан тамаши(Игра на деньги)                                                | 100 000 лари                    | 2 800 000                               | Дмитрий Схиртладзе           | 10 апреля 2013 г.                                        | Имеди                     | Британский формат   |
| Дания                 | Pengene på bordet (Деньги на стол)                                                         | 2 000 000 крон                  | 24 400 000                              | Клаус Эльминг                | 23 марта 2013 г. (Все выпуски были сняты в июле 2012 г.) | TV2                       | Британский формат   |
| Египет                | Inta wal milyon                                                                            | 1 000 000 египетских фунтов     | 1 500 000                               | Нагла Бадр                   | 24 февраля 2012 г.                                       | Mehwar TV                 | Британский формат   |
| Индия (Бенгальский)   | Koti Takar Baji                                                                            | 1 000 000 рупии                 | 908 900                                 | Джит                         | 15 октября 2011                                          | Star Jalsha               | Британский формат   |
| Индия (Каннада)       | ಕಯ್ಯಲ್ಲಿ ಕೋತಿ - ಹೆಲ್ಬಿತ್ತು ಹೋದೀರಿ Kayyalli Koti - Haelbittu Hodeeri                                     | 10 000 000 рупий                | 9 089 000                               | Сай Кумар                    | 17 марта 2012 г.                                         | Udaya TV                  | Американский формат |
| Индия (Малаялам)      | കൈയ്യില്‍ ഒരു കോടി Kayil Oru Kodi (?)                                                               | 10 000 000 рупий                | 9 089 000                               | Мамта Мохандас               | 26 марта 2012 г.                                         | Surya TV                  | Американский формат |
| Индия (Тамильский)    | கையில் ஒரு கோடி - ஆர் யு ரெடி Kaiyil Oru Kodi - Are You Ready? (?)                                   | 10 000 000 рупий                | 9 089 000                               | Риши                         | 10 марта 2012 г.                                         | Sun TV                    | Американский формат |
| Индия (Телугу)        | కో అంటే కోటి - మే సొంతం చేస్కొండి Ko Aante Koti - Me Sontham Cheskondi (?)                               | 10 000 000 рупий                | 9 089 000                               | Джагапати Бабу Джанси Лакшми | 26 марта 2012 г.                                         | Gemini TV                 | Американский формат |
| Италия                | The Money Drop (Падающие деньги)                                                           | 1 000 000 €                     | 91 000 000                              | Джерри Скотти                | 12 декабря 2011 г.                                       | Canale 5                  | Британский формат   |
| Израиль               | Al Tapil Et HaMilyon (Не урони миллион)                                                    | 1 000 000 шекелей               | 23 320 000                              | Эрез Таль                    | 13 октября 2010 г.                                       | Channel 2 (Кешет)         | Британский формат   |
| Испания               | Atrapa un Millón (Поймай миллион)                                                          | 1 000 000 €                     | 91 000 000                              | Карлос Собера                | 4 февраля 2011г.                                         | Antena 3                  | Британский формат   |
| Казахстан             | Қырық Миллион Теңге Шоуы (Шоу Сорок миллионов тенге)                                       | 40 000 000 тенге                | 6 000 000                               | Абдель Мухтаров              | 22 января 2011 г.                                        | Седьмой канал (Казахстан) | Британский формат   |
| Колумбия              | Millones por montones (Тысяча миллионов(миллиард))                                         | 1 000 000 000 колумбийских песо |                                         | Мария Джозе Баразза          | 25 июля 2011 г.                                          | Canal Caracol             | Американский формат |
| Латвия                | Paņem 100 000… ja vari (Возьми 100 000, если сможешь)                                      | 100 000 €                       | 9 100 000                               | Эдгарс Луданс                | 1 октября 2011 г.                                        | TV3                       | Британский формат   |
| Литва                 | 100 000 eurų grynais (100 000 евро наличными)                                              | 100 000 €                       | 9 100 000                               | Марийонас Микутавичюс        | 2 сентября 2011 г.                                       | TV3                       | Британский формат   |
| Малайзия              | RM 1 000 000 Money Drop (Падающий 1 000 000 ринггитов)                                     | 1 000 000 ринггитов             | 18 340 000                              | AC Диал                      | 3 декабря 2011 г.                                        | Astro Ria                 | Британский формат   |
| Нигерия               | The Money Drop (Падающие деньги)                                                           | 100 000 $                       | 7 801 000                               | Гидеон Океке                 | 13 января 2013 г.                                        | Africa Magic              | Американский формат |
| Нидерланды            | Show Me The Money (Покажи мне деньги)                                                      | 1 000 000 €                     | 91 000 000                              | Бо Ван Эрвен Доренс          | 11 апреля 2011 г.                                        | SBS 6                     | Британский формат   |
| Норвегия              | Pengene på bordet (Деньги на стол)                                                         | 2 000 000 крон                  | 15 330 000                              | Стурла Берг-Йохансон         | 2012 г.                                                  | TV2                       | Британский формат   |
| Польша                | Postaw na milion (Положи миллион)                                                          | 1 000 000 злотых                | 21 430 000                              | Лукаш Новицки                | 5 марта 2011 г.                                          | TVP2                      | Британский формат   |
| Россия                | Шоу Десять Миллионов                                                                       | 10 000 000 рублей               | 10 000 000                              | Максим Галкин                | 4 сентября 2010 г.                                       | Россия-1                  | Британский формат   |
| Румыния               | Cu banii jos (За наличный расчет)                                                          | 100 000 €                       | 9 100 000                               | Дэн Негру                    | 19 сентября 2012 г.                                      | Antena 1                  | Британский формат   |
| Сингапур              | Million Dollar Money Drop (Падающий 1 000 000S$ деньгами)                                  | 1 000 000 S$                    | 60 820 000                              | Джордж Янг                   | 9 августа 2011 г.                                        | MediaCorp TV Channel 5    | Британский формат   |
| Сербия                | Multimilioner (Мультимиллионер)                                                            | 10 000 000 сербских динар       | 7 800 000                               | Драган Николич               | 13 сентября 2011 г.                                      | RTV Pink                  | Американский формат |
| Словения              | Denar pada (Деньги падают)                                                                 | 100 000 €                       | 9 100 000                               | Йонас Знидарсиц              | 3 апреля 2013 г.                                         | Planet TV                 | Американский формат |
| США                   | Million Dollar Money Drop (Падающий 1 000 000$ деньгами)                                   | 1 000 000 $                     | 78 010 000                              | Кевин Поллак                 | 20 декабря 2010 г.                                       | Fox                       | Американский формат |
| Турция                | Bir Milyon Canlı Para (Миллион наличными в прямом эфире)                                   | 1 000 000 турецких лир          | 1 900 000                               | Энгин Алтан Дузутан          | 25 октября 2010 г. - октября 2011 г.                     | Show TV                   | Британский формат   |
| Турция                | Bir Milyon Canlı Para (Миллион наличными в прямом эфире)                                   | 1 000 000 турецких лир          | 1 900 000                               | Мурат Басоглу                | 9 сентября 2012 г.                                       | Fox                       | Британский формат   |
| Украина               | Шоу на два мільйони (Шоу на два миллиона)                                                  | 2 000 000 гривен                | 3 600 000                               | Андрей Доманский             | 12 января 2011 г.                                        | 1+1                       | Британский формат   |
| Уругвай               | Salven el Millón (Сохрани миллион)                                                         | 1 000 000 уругвайских песо      | 1 929 000                               | Йорге Пинейруа               | 21 августа 2012 г.                                       | Canal 10                  | Американский формат |
| Франция               | Money Drop (Падающие деньги)                                                               | 250 000 €                       | 22 750 000                              | Лауренсе Бокколичи           | 1 августа 2011 г.                                        | TF1                       | Американский формат |
| Филиппины             | The Million Peso Money Drop (Падающий 1 000 000 ₱ деньгами)                                | 1 000 000 ₱                     | 1 377 000                               | Вик Сотто                    | 14 октября 2012 г.                                       | TV5                       | Американский формат |
| Чили                  | Atrapa los millones (Поймать миллионов)                                                    | 400 000 000 чилийских песо      | 32 260 000                              | Дон Франсиско                | 25 марта 2012 г.                                         | Canal 13                  | Американский формат |
| Швейцария             | Die Millionen-Falle (Случай на миллион)                                                    | 1 000 000 швейцарских франков   | 98 000 000                              | Рене Риндлисбахер            | 4 июля 2011 г.                                           | SF1                       | Британский формат   |
| Швеция                | Pengarna på bordet (Деньги на стол)                                                        | 2 000 000 шведских крон         | 16 150 000                              | Петер Ядхе                   | 3 октября 2011 г.                                        | TV4                       | Британский формат   |
| Эстония               | Rahaauk (Клад, деньги в дыре):                                                             | 100 000 €                       | 9 100 000                               | Алари Кивисаар               | 12 сентября 2011 г.                                      | TV3                       | Британский формат   |
| ЮАР                   | Million Rand Money Drop (Падающий миллион рэндов деньгами)                                 | 1 000 000 рэндов                | 4 300 000                               | Бусы Ларайи                  | 10 апреля 2013 г.                                        | M-Net                     | Американский формат |
| Япония                | 2000万円クイズ! マネードロップ2000 Man yen kuizu! Manedoroppu (Викторина! Падающие деньги) | 20 000 000 йен                  | 10 570 000                              | Юсукэ Сантамария             | 31 октября 2012 г.                                       | TBS                       | Британский формат   |

Итого: игра адаптирована в 44 странах.
     - страны, в которых игра планируется к показу.
     - страны, в которых игра выходит в эфир в настоящее время
     — страны, в которых игра закрыта и больше не выходит в эфир